# Joaquim Pimenta de Magalhães
Joaquim Pimenta de Magalhães (Belém, 25 de dezembro de 1885 — ?, ?) foi um político brasileiro. Exerceu o mandato de deputado federal constituinte pelo Pará em 1934.
Seu pai foi José Joaquim Pimenta de Magalhães e sua mãe, Isabel de Oliveira Magalhães.

## Trajetória e vida pública
Joaquim iniciou seus estudos no Colégio da Imaculada Conceição, e, posteriormente no Colégio Ateneu, ambos na capital do estado do Pará, Belém. Estudou também no Salesiano Santa Rosa, na cidade de Niterói, e também no Colégio Alfredo Gomes, os dois no estado do Rio de Janeiro. Graduou-se em medicina pela Faculdade de Medicina do RJ no ano de 1912.
Sua vida pública e atividades políticas se iniciaram cedo, quando ainda estava cursando a faculdade de medicina, quando participou da Campanha Civilista, um movimento que alavancou o candidato Ruy Barbosa para a presidência da república nos anos de 1909 e 1910. Sua campanha era contra o Marechal Hermes da Fonseca, que acabou sendo vitorioso e se tornou o 8º presidente do Brasil.
Ainda sem nenhuma ligação ou compromisso com partidos políticos, Joaquim integrou o movimento de nome Reação Republicana, este, durante os anos de 1921 e 1922 para alavancar a campanha de Nilo Peçanha para a presidência da República, como oposição à Artur Bernardes, que acabou vitorioso.
No ano de 1930, Joaquim foi extremamente ativo durante dentro da Aliança Liberal, o movimento que alavancou Getúlio Vargas como candidato à presidência da República, na oposição do candidato da situação, Júlio Prestes. Sendo derrotado na eleição que ocorreu em 1 de março do mesmo ano, a Aliança Liberal iniciou o processo de articulação de determinada ação armada com o objetivo de depor o então presidente, Washington Luís.
Joaquim foi escolhido pelo Cap. Eurico de Castilho França, na época, o chefe do militarismo da rebelião do estado do Pará, para assaltar a Inspetoria da Alfândega em Belém e prender a tropa ali destacada, além de envolver a Companhia Telefônica, o que garantiria a tomada do Estado. Com uma denúncia levada a Eurico Vale, Governador do estado do Pará na época, que era braço direito ao presidente Washington Luís, as ações fracassaram e várias pessoas envolvidas na conspiração foram presas. A investida contra o 26º Batalhão de Caçadores também não teve êxito, com a morte de Castilho França. O comandante morreu no decorrer do assalto. Em 6 de outubro do mesmo ano, contudo, tal batalhão foi invadido e dominado pelos rebeldes. No entanto, Eurico Vale manteve-se no governo do Pará até o afastamento de Washington Luís, no dia 24 do mesmo mês.
Durante a época imediatamente depois do movimento revolucionário vencer, Joaquim foi o primeiro líder da Saúde Pública no estado do Pará, nomeado através da ligação governativa temporária do estado. No ano seguinte, em 1931, Joaquim de Magalhães Barata fundou a Secretaria de Educação e Saúde Pública do Pará, e foi determinado para a ocupação da função de diretor na Saúde do mesmo órgão. Posteriormente, em 1932, em Belém, combateu os revoltosos que eram a favor do Movimento Constitucionalista do estado de São Paulo.
No ano de 1933, designado pela diretoria do Partido Liberal (PL) do estado do Pará, partido que era filiado, Joaquim teve que representar a força política do Pará no Congresso dos Interventores e Partidos Políticos do Norte, realizado no Recife. No mês de maio do mesmo ano, se elegeu deputado na Assembleia Nacional Constituinte, tomando o cargo em novembro e sendo ativo na elaboração da nova Carta. Abandonou a Câmara no mês de maio de 1935, quando finalizou a prorrogação dos encargos dos constituintes e outros deputados assumiram os cargos.

## Vida após a política
No Sindicato Médico Paraense, tornou-se vice-presidente, atuou como médico ligado ao Pavilhão da Infância da Santa Casa da Misericórdia, além de se tornar membro da conferência técnica da Liga contra a Lepra, fiscal sanitário do município de Belém e também foi, em algumas ocasiões, interino como diretor neste serviço.
Joaquim foi casado com Marina Lameira Bittencourt de Magalhães e teve uma filha.